# 按市值计价
按市值计价（英語：mark-to-market）是一种会计计价准则，又称为公允价值（fair value）会计准则，指基于市值或其他客观标准决定的公允价值对资产或负债进行计价。1990年代初，该准则成为美国一般公认会计原则（GAAP）的一部分，目前已在某些领域中被作为“黄金标准”。不过，这一准则也受到了一些批评，比如它被认为是安然丑闻案的原因之一。
与原始成本计价准则相比，按市值计价可以按市场状况的变化而改变资产负债表中的价值。当市值剧烈变化、不可预测时，这一准则会变得很不稳定。